# Longiano
Longiano é uma comuna italiana da região da Emília-Romanha, província de Forlì-Cesena, com cerca de 5.575 habitantes. Estende-se por uma área de 23 km², tendo uma densidade populacional de 242 hab/km². Faz fronteira com Borghi, Cesena, Gambettola, Gatteo, Montiano, Roncofreddo, Santarcangelo di Romagna (RN), Savignano sul Rubicone.

## Demografia
| Variação demográfica do município entre 1861 e 2011                               |
|                                                                                   |
| Fonte: Istituto Nazionale di Statistica (ISTAT) - Elaboração gráfica da Wikipedia |